# Matt Jarvis
Matthew Thomas "Matt" Jarvis, född 22 maj 1986 i Middlesbrough, är en engelsk före detta fotbollsspelare. Han har representerat Englands landslag.

## Karriär
Jarvis började sin karriär som ungdomsspelare i Millwall innan han gick till Gillingham. Där gjorde han debut i ligan den 20 november 2003. Hans mål mot Huddersfield Town blev valt till årets mål och han blev också näst bäste målgörare med sju mål i klubben säsongen 2005–2006.
I juni 2007 skrev Jarvis på ett två- + ettårskontrakt med Wolverhampton Wanderers.
Den 24 december 2015 värvades Jarvis av Norwich City, där han skrev på ett 3,5-årskontrakt. Den 1 januari 2019 lånades Jarvis ut till Walsall på ett låneavtal över resten av säsongen 2018/2019.
Den 28 februari 2020 skrev Jarvis på för Woking. Den 30 maj 2021 meddelade Jarvis att han avslutade sin fotbollskarriär.